# الدمانيه السفلى (بعدان)

تعديل مصدري - تعديل

الدمانيه السفلى محلة تابعة لقرية منزل سري، التابعة لعزلة بني منصور بمديرية بعدان إحدى مديريات محافظة إب في الجمهورية اليمنية، بلغ تعداد سكانها 29 حسب تعداد اليمن لعام 2004.